# Krbavska bitka
Krbavska bitka (nazvana i Bitka Hrvata ↓1) dogodila se 9. rujna 1493. na Krbavskom polju u Krbavi, u kojoj je bosanski sandžak-beg Hadum Jakub-paša porazio hrvatsku feudalnu vojsku pod zapovjedništvom bana Emerika Derenčina.
Po mnogim autorima se ova bitka smatra početkom Stogodišnjeg rata Hrvatskog Kraljevstva i Osmanskog Carstva. Bitka se odvila na Krbavskom polju. Počela je kod Podudbine, a najvjerojatnije završila kod današnjeg mjesta crkve sv. Marka Groba, kapelice sv. Marka i šumice kroz koju teče rječica Krbava u kojoj je crkva sv. Marka Groba.

## Širi kontekst bitke
Još od pobjede nad srpsko-bosanskom vojskom na Kosovom polju 1389. godine Osmanlije su započeli pljačkaške pohode u bosanske i hrvatske zemlje. Najprije su na meti bili južni i središnji bosanski teritorij, a u vrijeme pada Bosne 1463. godine, turska je plaćenička vojska provaljivala i u primorske dijelove Hrvatske, Krbavu i Slavoniju, a kasnije i u slovensko područje sve do Koruške i Štajerske. Do vremena Krbavske bitke, u tih stotinjak godina svake je godine bilo od dva do deset pohoda u kojima bi Turci opustošili napadnute krajeve: spalili naselja, poubijali stare i nemoćne, porobili sve što je moglo hodati, te ponijeli sva dobra koja su se mogla ponijeti. Ovakva strategija imala je višestruku svrhu – izviđanje i prikupljanje informacija o novim krajevima, plaćanje pogranične vojske, te unošenje nemira i straha na susjedna područja. Tako bi se na efikasan način pripremao teren za nadolazeću invaziju redovite vojske.
Vojnici koji su vršili pohode zvali su se akindžije. Plaća im je bila sve što bi opljačkali na pohodima, što ih je činilo izuzetno motiviranim borcima. Spadali su u rod lake konjice, bili su naoružani sabljama, a počesto i kopljima i lukovima i strijelama, a pratio ih je glas vrsnih boraca. U svaki pohod išlo bi od pet do deset tisuća konjanika. Njihova brzina i pokretljivost, u kombinaciji s brdovitim i šumovitim hrvatskim terenima, činili su ih praktično nevidljivima i neuhvatljivima po upadu. Tek bi napad na naselje u pravilu otkrio njihovu prisutnost, pa je efikasna obrana bila skoro nemoguća. Jedini način da ih se uhvati i eliminira bio bi na povratku kada su zbog tereta plijena i ljudstva bili znatno sporiji i uočljiviji.
Na ruku akindžijama išla je i opća politička situacija u Hrvatskoj i Ugarskoj. Obje regije trpjele su neprestani sukob između kralja i feudalaca sklonih samovlasti. U Hrvatskoj se to najčešće svodilo na sukobe između bana (kraljevog namjesnika) i najmoćnije hrvatske obitelji Frankopan. Kraljeva borba za češku krunu i dominaciju u srednjoj Europi rezultirala je čak i njemačkim upadima u Hrvatsku sa sjevera. Središnja vlast nije tursku opasnost shvaćala ozbiljno, pa je obrana prepuštena banu i naporima pojedinih feudalaca (mahom onih čija su područja bila neposredno ugrožena). Ipak, i takva okrnjena obrana rezultirala bi čestim pobjedama nad akindžijama, kada bi presretanje uspjelo. Tako je u malo poznatoj bitki u klancu Vrpilama (nedaleko od Krbavskog polja) 1491. godine združena bansko-feudalna vojska do nogu porazila 10.000 turskih konjanika i oslobodila sve roblje. Nakon te bitke Turci dvije godine nisu vršili upade.
Upravitelj Bosanskog pašaluka Jakub-paša je čim je doznao za poraz u toj bitki počeo pripremati osvetnički napad na Hrvatsku te je cijelu iduću 1492. godinu proveo u pripremama. Cijele 1492. godine dao je kovati u Varešu nova oružja, noževe, helebarde, mačeve i sablje, a u srpnju 1493. godine su krenuli u novi pljačkaški pohod na Hrvatsku.

## Razvitak događaja pred bitku
Krajem ljeta 1493. godine Jakub-paša je provalio sa svojim akindžijama, oko 8 tisuća, preko rijeka Une i Kupe u Kranjsku i Štajersku. Robio je, palio i pustošio do Celja, Ptuja i Maribora. Tu ga je štajerski kapetan Jakov Székely prisilio na uzmak. Prigodom povratka iz Slovenije, Turci su opustošili i Hrvatsko zagorje, spalili i opljačkali bogati gradić kneza Frankopana Modruš, u kojem je bila smještena biskupija, s ciljem povratka u Bosnu.

### Borbe za grad Senj
U ljeto 1493, Frankopani su opsjedali grad Senj koji im je u ranijim godinama oduzeo kralj Matija Korvin zbog uspostave Senjske kapetanije kako bi uspostavio učinkovitiju obranu od Osmanlija. Zbog odvraćanja Frankopanskih napada na Senj, u okolici Krbave boravio je hrvatski ban Emerik Derenčin s vojskom od nekih 4000 konjanika i 2000 pješaka. Kada je saznao da se u njegovom smjeru kreće osmanlijska vojska koja se vraćala s pohoda na zapadu, Derenčin donosi odluku da im se suprotstavi s vlastitom vojskom. Kako bi si poboljšao šanse u bitci inicirao je pomirbu s Frankopanima, što je prihvatila većina plemića: Ivan IX. Frankapan Cetinski, Bernardin Frankopan Modruški, Nikola Frankopan Tržački, Karlo IV. Kurjaković, Petar II. Zrinski (djed Nikole Šubića Zrinskog, sigetskog junaka), njegov sin Pavao III. Zrinski, jajački ban Juraj Vlatković, sin hercega Vlatka Kosače i dr.

### Nesuglasice oko taktike
Iako se je većina Frankopana zalagala za postavljanje zasjede Osmanlijama u jednome od planinskih klanaca kroz koje bi morali proći pri povratku u Bosnu, što je bilo neuobičajena taktika vojski feudalnog razdoblja i mogući pravi izbor, ban Derenčin inzistirao je da se Turcima suprotstavi na otvorenom polju. U konačnice je hrvatska vojska postavljena u tri konjičke skupine, od čega su prvu sačinjavale slavonske banderije pod zapovjedništvom Ferdinanda Berislavića, drugu – hrvatske snage pod Ivanom Frankopanom Cetinskim i jajačkim banom Jurjem Vlatkovićem, Mihajlom Petkayom i treću – ostatak pod Nikolom Frankopanom Tržačkim i Bernardinom Frankopanom Modruškim. Između ovih konjičkih skupina su bili raspoređeni seljaci i pješaštvo.
Jakub-paša, stigavši na Krbavsko polje, najvjerojatnije preko Plaškog, uvjerio se da je sukob bio neizbježan i odmah je dao ubiti sve robove sposobne za borbu. Kako je želio izbjeći izravni sukob s hrvatskom vojskom, Jakub-paša je namjeravao izvući hrvatsku vojsku na ravnicu i iz zasjede djelovanjem sa svih strana brzom konjicom je napasti. Zbog toga je podijelio snage također u tri skupine ali po teritorijalnoj pripadnosti. Naime, turske snage su sačinjavale i snage iz Srbije pod kruševačkim sandžak-begom Ismailom i snage pod skopskim namjesnikom Karlerijem Mehmed-begom.

## Krbavska bitka
Bitka je počela u 9 sati ujutro, 9. rujna 1493. godine. Ban Derenčin je prethodno sa svojom vojskom napustio povoljan položaj ispod utvrde Udbina na vrhu brda i spustio se u podnožje. Tamo je rasporedio svoje snage u klasičan bojni poredak s pješaštvom u sredini i konjicom na krilima. Zapovjedništvo na krilima prepustio je Frankopanima i jajačkom banu, a sam je zadržao zapovjedništvo nad sredinom. Jakub paša je Ismail-begu povjerio manju postrojbu za prvi (fingirani) napad, Mehmed-begove ljude poslao u obližnju šumu u zasjedu, a za sebe je zadržao najveću postrojbu za glavni napad.
Ismail-beg je oko tisuću najiskusnijih konjanika formirao u klin i poveo u juriš na slabo opremljene prve redove hrvatskog pješaštva. Pod udarcima kopita podigao se strahovit oblak prašine, pa branitelji nisu mogli procijeniti koliko Turaka u napadu ima. Kad se postrojba približila, pokazalo se, na sveopće zaprepaštenje, da su Turci teško oklopljeni kacigama i kirasama, te naoružani helebardama. Udar je bio žestok, ali nakon početnog šoka hrvatske snage su se konsolidirale i počele odbijati turski napad. Međutim Ismail-beg je po planu naredio fingirano povlačenje svojih ljudi.
Mamac je uspio iznad svih očekivanja. Ponesene iluzijom da dobivaju bitku, hrvatske pješačke postrojbe su se dale u potjeru za Turcima. Kako zapovjednici nisu uspjeli održati preglednost i disciplinu, jedan po jedan naredili su potjeru, kako bi se održala kakva-takva kompaktnost vojske. Uskoro je cijela vojska bila za petama Ismail-begovim mamcem. Kad su i posljednji branitelji protrčali pokraj šume u kojoj je bila zasjeda iz nje su izjahali Mehmed-begovi konjanici i udarili na začelje. U istom trenutku, prva turska postrojba manevrirala je udesno i tako oslobodila put za glavninu s Jakub-pašom na čelu, koja je već jurišala prema naprijed. Udar glavnine bio je iznenadan i silovit. U hrvatskim redovima nastali su sveopća pomutnja i šok, koji su se pojačali kad je Ismail-beg napravio još jedan manevar i udario hrvatsku vojsku s lijeva. Kako je s desne strane bile rijeka Krbava, Hrvati su se našli u potpunom okruženju.
Mnoge postrojbe pružile su ljuti otpor, ali on nije dugo trajao. Slabo opremljeno pješaštvo teško je dolazilo do izražaja, gaženo kopitima turskih i hrvatskih konja, a feudalna konjica, znatno teža od turske, bila je prespora za efikasni protunapad. Neki su knezovi pali već na samom početku bitke, a kada je poginuo Ivan Frankopan nastala je panika. Ubrzo je, pavši s konjem, zarobljen ban Derenčin. Osim njega zarobljeni su i knezovi Nikola Frankopan Tržački i Karlo Gusić, a Bernardin Frankopan spasio se bijegom. Bez zapovjedništva ostatak vojske dao se u bijeg u kojem je dio posječen ili zarobljen, a dio se utopio u rijeci. Navodno je od više od deset tisuća vojnika preživjelo svega dvije stotine. Turski gubitci su oko 1000 vojnika. Zarobljeni ban Derenčin kasnije je odveden u Carigrad, te potom u tamnicu u Kara Hisar-i Sahib u vilajetu Brusa (Bursa) u Maloj Aziji gdje je u zatočeništvu nakon nekoliko mjeseci umro.

## Povijesni zapisi
O zvjerstvima, tijeku i sudionicima Krbavske bitke postoje neki povijesni zapisi s obje strane, pri čemu se najčešće spominju zapis grobničkog popa glagoljaša Martinca, pisma mletačkog poslanika Antonia Fabreguesa (napisano 13. rujna 1493. godine u Senju) ↓3 i ninskog biskupa Jurja Divnića (napisano 27. rujna 1493. godine u Lici) papi Aleksandru VI., te zapisi nekih bezimenih turskih ljetopisaca.
Zapisi biskupa ninskog, Jurja Divnića, pisano očito pod neposrednim osobnim dojmovima s krvavog krbavskog razbojišta, na temelju pripovijedanja preživjelih očevidaca, straha i strepnje za budućnost Hrvatske:
Zapis popa Martinca:

## Značaj Krbavske bitke
O značaju Krbavske bitke u hrvatskoj novijoj povijesti postoje mnoga različita gledišta. Mnogi povjesničari smatraju da se radilo o vojno nezanimljivoj bitki (iako je, po nekima, označila poraz i pad taktike vođenja rata feudalnih vojski) jer nije donijela nikakvu geostratešku pobjedu, ali je njezin povijesni značaj u mnogim drugim pogledima za Hrvatsku nedvojben, jer je ona prijelomna povijesna točka u hrvatskoj povijesti.
Krbavska bitka na mnoge načine predstavlja prekretnicu, kraj jednoga i početak novog doba. Ona je bila posljednji pokušaj bosanskog ili hrvatskog plemstva samostalno se, bez pomoći ugarskog ili nekog drugog stranog vladara, oduprijeti Turcima. Nedvojbeno jest da hrvatsko plemstvo poslije Krbavske bitke, slabo i osiromašeno, više nije bilo sposobno pružiti jači otpor, a Turcima je stvoren prostor za daljnja napredovanja preko Like k Europi.
Krbavskom bitkom je izgubljen veliki dio ljudstva što je bio tek početak demografskog osiromašenja ovog dijela Hrvatske. Porazom u Krbavskoj bitki je započeto raseljavanje i naseljavanje stanovništva s ovog prostora ili na ovaj prostor. Bježeći pred Turcima, dolazi do napučivanja kako obalnih gradova tako i zapadnih hrvatskih područja, ali i promjene strukture stanovništva na prostorima Like koju naseljavaju stanovnici iz unutrašnjosti Turskog Carstva.
Krbavska bitka bila je na neki način uvod u Mohačku bitku, u kojoj je poginuo kralj Ludovik II. Jagelović, te ulazak Hrvatske u sastav Habsburške Monarhije, čime je neposredno određena i budućnost hrvatskog naroda dugi niz stoljeća.